# 현대예술관
현대예술관은 울산광역시 동구 서부동에 있는 문화·체육시설이다.
현대중공업이 건립한 문화·체육시설로, 1998년 6월 13일 개관하였다. 대공연장에서는 클래식, 대형 뮤지컬 등이 열리며, 그 외에도 소공연장, 2008년 개관한 시네마 1,2관과 미술관, 체육관, 탁구장 등 문화예술시설과 카페, 식당 등이 입점되어 있다.

## 상세
1998년현대예술관은 고품격 공연장과 미술관, 레저와 스포츠시설을 갖춘 복합문화센터로 문을 열었다.
개관한 해에 '한국건축문화대상'을 받았고, 현대중공업의 지원에 따라 꾸준한 메세나 사업으로 2007년에 '한국메세나대상'을 수상하기도 했다. 현대예술관은 지하 3층, 지상 4층, 연면적 1만평에 스포츠동, 공연동, 업무동 등 3개동으로 되어 있고, 주요시설로는 962석의 대공연장과 스포츠 시설로는 실내체육관, 볼링장, 인공암벽, 바디클리닉(GX룸), 라켓볼장을 운영하고 있으며, 배드민턴, 탁구(삭제), 농구, 라켓볼 등 실내스포츠 종목과 요가, 필라테스, 댄스 등 강좌들을 운영하며 다양한 회원층을 확보하고 있다.

대공연장은 쾌적한 관람여건을 가지고 있고, 특히 어쿠스틱(잔향)이 좋아 정통 클래식에서부터 라이브콘서트, 뮤지컬, 오페라, 연극, 퓨전뮤직에 이르기까지 세계적인 연주자들로부터 ‘다시 서보고 싶은 무대’로 인정받고 있다.
연간 40여 개 작품을 유치해 60여회 공연하고 있으며 연간 4만5천~5만여 명의 관객들이 찾는다. 주요 공연으로는 주빈메타&이스라엘 필하모닉 오케스트라, 모스크바 필하모닉 오케스트, 사라장, 홍혜경, 조수미, 미샤 마이스키, 요요마, 유키 구라모토가 다녀갔고 오페라 ’라 트라비아타’, '리골레토', 발레 ‘호두까기 인형’, '지젤', ‘안나 카레니나’ 뮤지컬 '캣츠(해외오리지널팀)', ‘지킬 앤 하이드’, ‘잭 더 리퍼’, ‘몬테크리스토’, ‘시카고’ 등 대형물을 선보였다. 티켓가는 서울의 60~70% 정도의 수준으로 책정해 문화예술의 대중화에 기여하고 있다.

개관시부터 있던 미술관은 2007년 리모델링하여 그해 이탈리아 피렌체의 박물관에서 소장하고 있는 ‘이탈리아 판화 400년 전’ (7주간)을 열어 유료관객 2만 7천명을 기록, 수도권을 제외한 지방 전시로는 최다 관객을 기록하였다. 2008년에는 이탈리아 율란다 가문(메디치 가문의 방계)의 소장품을 전시한 ‘유럽회화특별전’과 개관10주년 기념으로 19~20세기 대표 미술가들의 작품을 한눈에 볼 수 있는 ‘세계미술거장전’을 열었으며, 그 해 울산에서 처음으로 '아트페어'를 진행하였다. 2010년에는 지방 최초로 ‘내셔널 지오 그래픽전’을 열었으며, 2014년 ‘구스타 프 클림트&에곤 실레 명화(레플리카)전’등 개관 때부터 국내외 유명작가의 작품과 세계적 미술품을 유치하는 다양한 기획 전시를 하고 있다.

이밖에 현대예술관은 문화와 예술의 대중화를 위해 2007년 울산대학교 음악대학과 공동으로 'USP 챔버 오케스트라 창단', 지역의 5개 상주(지원)예술단체 지원, 찾아가는 음악회, 수요 로비음악회 등 문화보급사업, 메세나사업을 전개하고 있다.

## 연혁
||1998.09.01 || 현대예술관 '98 한국건축문화대상' 대상수상 ||
||1998.06 || [예원] 울산광역시 동구 지정 모범식당으로 선정
||2001.06.24 || 주한대사 및 영사, 외교사절단 106명 내방 ||
||2001.11 || 예술단체 연습실 '하모니홀'개장 ||
||2007.07 || 한국메세나 대상 수상 ||
||2007.11 || USP챔버오케스트라 창단 ||
||2008.06.13 || 소공연장, 디지털 시네마1,2관 개관 ||
||2011.03.06 || 한국문화예술회관연합회 부울경지회장 기관선임 ||
||2014.03 || 문화가 있는 날 참여 ||
||2017.09.26 || 노리파크(키즈카페) 오픈 ||
- 현대예술관 홈페이지 바로가기